# مقراب الإلكترون المسعري
مقراب الإلكترون المسعري (بالانكليزية "CALorimetric Electron Telescope واختصاراً CALET))) هو مقراب فضائي يُستخدم بشكلٍ أساسيّ لإجراء عمليّات مراقبةٍ عالية الدقّة للإلكترونات وأشعة جاما. يتتبّع CALET مسار الإلكترونات والبروتونات والنوى وأشعّة جاما ويحدّد اتجاه حركتها وقيمة شحنتها وطاقتها، ممّا قد يساعد في فهم طبيعة المادة المظلمة أو مصادر تسارع الجسيمات ذات الطّاقة العالية القريبة.
تمّ تطوير بعثة مقراب CALET ورعايتها من قبل منّظمة استكشاف الفضاء اليابانية المُسمّاة اختصاراً JAXA وضمّت فرقاً من اليابان وإيطاليا والولايات المتّحدة الأمريكية، تمّت عمليّة إطلاق مقراب الإلكترون المسعريّ على متن مركبة النقل H-II الخاصّة بمنظّمة JAXA في رحلة حملت اسم Kounotori 5، أو HTV-5، وذلك بتاريخ 19/8/2015، وحطّت على مختبر كيبو في محطّة الفضاء الدولية.

## نظرة عامة

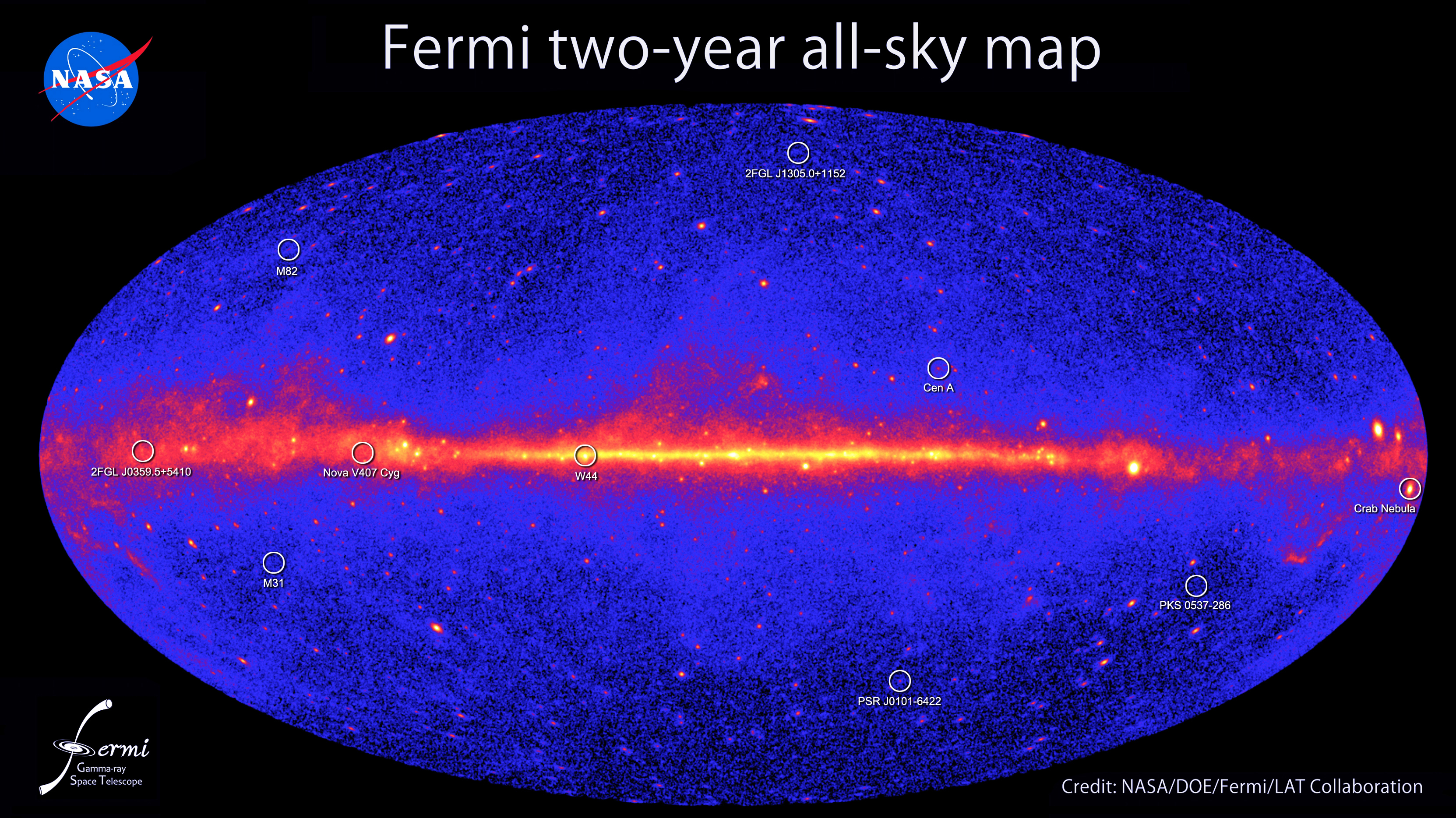
صورة للسماء بأكملها، تم إنشاؤها بعد عامين من الملاحظات بواسطة مقراب فيرمي لأشعة جاما الفضائي التابع لناسا

CALET هو بعثة فيزيائية فلكيّة تبحث عن إشارات للمادّة المظلمة، يؤمّن هذا المقراب أعلى قيمٍ للقياسات المباشرة للطاقّة من الطيف الإلكترونيّ للشعاع الكونيّ من أجل مراقبة المصادر المنفصلة لتسارع الجسيمات ذات الطّاقة العالية في منطقتنا المحلّيّة من المجرة. تم تطوير البعثة ورعايتها من قبل وكالة استكشاف الفضاء اليابانية JAXA ، التي تضمّ فرقًا من اليابان وإيطاليا والولايات المتحدة الأمريكية. وتسعى إلى فهم آليات تسريع الجسيمات وانتشار الأشعة الكونيّة في مجرّة درب التبانة، لتحديد مصادر تسارعها، وبنيتها الأوّليّة كدالّة للطاقة، وربّما الكشف عن طبيعة المادة المظلمة. يبدو أنّ هذه المصادر قادرة على تسريع الجسيمات إلى طاقات أعلى بكثير مما يمكن للعلماء تحقيقه على الأرض باستخدام أكبر المسرّعات. إنّ فهم كيف تفعل الطبيعة ذلك هو أمرٌ مهمّ بالنسبة للسفر عبر الفضاء وله تطبيقات محتملة حتّى على الأرض. الباحث شوجي توري Shoji Torii هو الباحث الرئيسي في مقراب CALET وهو من جامعة واسيدا، اليابان. وجون ويفل هو الباحث الرئيسي المشارك من فريق الولايات المتّحدة؛ وبيير ماروتشي هو الباحث المشارك من فريق إيطاليا.
يعمل مقراب CALET في وضع المسح على عكس المقاريب البصريّة. ويسجّل كل حدث للأشعة الكونيّة يدخل مجال رؤيته، حيث يقوم بدفع كاشفاته إلى أخذ قياسات الأشعّة الكونيّة في منطقة الطّاقة العالية للغاية "تيرا إلكترون فولت (تريليون إلكترون فولت)". يتمّ تسجيل هذه القياسات في محطّة الفضاء الدوليّة وإرسالها إلى محطة أرضيّة موجودة في جامعة ولاية لويزيانا لتحليلها. قد يعطي مقراب CALET أيضًا أدلّة على وجود تفاعلات نادرة بين المادّة والمادّة المظلمة من خلال العمل مع مطياف ألفا المغناطيسيّ المسمّى اختصاراً " “AMS-02والموجود أيضاً على محطّة الفضاء الدوليّة، ويحمل مهمّة البحث في البوزيترونات والبروتونات المضادّة لتحديد المادّة المظلمة. تتمّ المراقبة على مدى سنتين وحتّى خمسة سنوات.
يحتوي مقراب CALET على كاميرا للأشعّة تحت الحمراء مدمجة كحمولة فرعيّة، الهدف منها هو مراقبة سطح الأرض، للكشف عن حرائق الغابات.

## الأهداف
الأهداف هي فهم ما يلي:
أصل وآليّات تسريع الأشعّة الكونيّة عالية الطاقة، وأشعّة جامّا.
1. آليّة انتشار الأشعة الكونيّة في جميع أنحاء المجرّة.
2. تحديد ماهيّة المادة المظلمة
3. كمرصد للأشعة الكونيّة، يهدف مقراب CALET إلى توضيح ظواهر الفضاء عالية الطاقة والمادة المظلمة من منظورين؛ الأوّل هو تكوين الجسيمات وفنائها في مجال فيزياء الجسيمات (أو الفيزياء النوويّة) والآخر هو تسارع الجسيمات وانتشارها في الفيزياء الفضائيّة.

## النتائج
في عام 2017 نشر مقراب CALET لأوّل مرة بياناتٍ عن نصف مليون حدث من أحداث الأشعة الكونيّة للإلكترون والبوزيترون، حيث أظهر المؤشر الطيفيّ قيم −3.152 ± 0.016 أعلى من 30 غيغا إلكترون فولت.